# اینگرید هابلر
اینگرید هابلر (انگلیسی: Ingrid Haebler; ۲۰ ژوئن ۱۹۲۹ – ۱۴ مه ۲۰۲۳ (۹۳ سال)) نوازنده پیانو اهل اتریش بود.